# Пушкарёв, Василий Алексеевич (Герой Социалистического Труда)
Василий Алексеевич Пушкарёв (7 мая 1932 года, д. Пушккари, Кировская область, СССР — 11 мая 2005 года, Россия) — Герой Социалистического Труда (1964), машинист крана управления механизации треста Качканаррудстрой Свердловской области.

## Биография
Василий Алексеевич родился 7 мая 1932 года в деревне Пушкари Кировской области.
Свою трудовую деятельность начал трактористом в колхозе Кировской области. Затем окончил курсы экскаваторщика и устроился работать на Качканарский ГОК в Свердловской области.
Василий Алексеевич переехал в Белгородскую область, работал на строительстве Лебединского и Стойленского ГОКов, а также Осколького электрометаллургического комбината, затем вышел на пенсию.
Василий Алексеевич скончался 11 мая 2005 года.

## Награды
За свои достижения был награждён:
- 16.06.1964 — звание Герой Социалистического Труда с золотой медалью Серп и Молот и орден Ленина «за выдающиеся производственные успехи, достигнутые при строительстве первой очереди Качканарского ГОКа Средне-Уральского совнархоза».